# Face to Face (CHEMISTRYのアルバム)
『Face to Face』（フェイス・トゥ・フェイス）はCHEMISTRY5枚目のアルバム。2008年1月30日発売。発売元はデフスターレコーズ。

## 解説
『fo(u)r』以来、実に2年2ヶ月ぶりのアルバム。この間に発売されたベスト・アルバムの『ALL THE BEST』先行シングル曲「約束の場所」「遠影 feat. John Legend」再収録。シングル表題曲のみで全14曲中、6曲を収録。初回プレス盤はスリーヴ・ケース。

## 制作
敢えてコンセプトを掲げず、「今のCHEMISTRYの感性で良いと思える曲」をテーマに制作。全体的に打ち込み主体。アルバムのタイトルは「CHEMISTRY二人が向き合い、音楽と向き合い、ファンと向き合う」ことを意識して付けられた。ジャケット写真はタイトル通りCHEMISTRYが向かい合った顔のみ写ったシンプルなもの。これは川端・堂珍2人の意向。

## 収録曲
1. -overture-
  - 作曲・編曲：谷口尚久
  - Instrumental。
  - 次曲「空の奇跡」制作時に同曲から派生的に作られた。
  - 企画アルバム『Hot Chemistry』以来約3年振りのインスト曲。
2. 空の奇跡
  - 作詞・作曲：谷口尚久／編曲：CHOKKAKU
  - 20thシングル。シャープ「au AQUOSケータイ W51SH」CMソング。
3. 君のキス
  - 作詞：田中花乃／作曲：谷口尚久／編曲：塩川満己
  - 川畑曰く「究極のポップ・センチメンタル・ミディアム・バラード｣｡
  - 特別な人にしか見せることの無い、男の弱さを唄ったもの。
4. This Night
  - 作詞・作曲：谷口尚久／編曲：Tomokazu"T.O.M"Matsuzawa
  - 21stシングル。
  - TBS・MBS系アニメ「地球へ…」第2期エンディングテーマ。
5. 砂の扉
  - 作詞：渡邊亜希子／作曲：大智・宮崎誠／編曲：松浦晃久
  - 大人の恋愛がテーマのバラード。
6. 約束の場所
  - 作詞・作曲・槇原敬之／編曲：槇原敬之・村田陽一
  - 17thシングル。味の素「クノール」CMソング。
7. 輝く夜
  - 作詞：Blaise・Maynard・tax・DICK／作曲：Blaise Plant・Maynard Plant／編曲：CHOKKAKU
  - 23rdシングル。「TOYOTA プレゼンツ FIFAクラブワールドカップジャパン2007」公式テーマソング。
8. hold on
  - 作詞・作曲：堂珍嘉邦・川畑要・谷口尚久／編曲：谷口尚久
  - アンビエントテイスト楽曲。元は遊び感覚で作り始めた楽曲で、谷口が送ってきたトラックに堂珍・川畑が思い思いにメロディをつけ谷口がミックスする実験的手法が取られた。その後、映画『ぼくの美しい人だから』を基にしたテーマを設け3人で歌詞を考えた。各々が担当しているパートは自身の作詞・作曲個所。
9. ai no wa
  - 作詞・作曲：川畑要／編曲：塩川満己
  - 21stシングル『This Night』カップリング曲。
10. Daydream
  - 作詞：川畑要／作曲：村山晋一郎／編曲：soundbreakers
  - ニュー・ジャック・スウィング調だったものをポップに変えた。
  - 「ai no wa」と同時期に作詞された。
11. 遠影 feat. John Legend
  - 作詞：麻生哲朗／作曲・編曲：谷口尚久
  - 18thシングル。映画「オープン・シーズン」日本語吹替版挿入歌。
12. deep inside of you
  - 作詞：大智／作曲：大智・宮崎誠／編曲：youwhich
13. 最期の川
  - 作詞：秋元康／作曲：井上ヨシマサ／編曲：CHOKKAKU
  - 22ndシングル。映画「象の背中」主題歌。
14. ココロとコトバ
  - 作詞：堂珍嘉邦／作曲：山本加津彦／編曲：谷口尚久
  - バラード曲。ハモリ部分の完成度を高めるため本作唯一、二人が一緒にレコーディング・ブースに入り録音された。

## 演奏

### -overture-
- guitar, programming, strings arrangement：谷口尚久
- strings：藤田昌彦・渡辺一雄・三木章子・徳澤青弦

### 空の奇跡
- sound produce, strings arrangement, all other instruments：CHOKKAKU
- electric bass：種子田健
- strings：弦一徹ストリングス
- tumpet：西村浩二
- trombone：広原正典
- tenor saxophone：山本拓夫

### 君のキス, This Night, ai no wa
- sound produce：The Flixx

### 砂の扉
- Sound Produce, Keyboards and Programming：松浦晃久
- Guitar：田中義人
- Flugelhorn：小林太
- Trombone：河合わかば
- Harp：朝川朋之
- Strings：小池ストリングス
- Manipulator：佐々木聡作

### 約束の場所
- Chorus, Programming：槇原敬之
- Percussion：大石真理恵
- Trombone, Euphonium:村田陽一
- Trombone：奥村晃
- baritone trombone：池城勉
- Trumpet：西村浩二・菅波雅彦・奥村晶
- Piccolo, Flute：高桑英世
- Flute：野口みお
- Clarinet：山根公男・Bob Zung
- Horn：吉永雅人・比嘉康志
- Tuba：佐藤潔
- Electric Guitar：小倉博和

### 輝く夜
- Sound produce, Guitar, Strings Arrangement, All other instruments：CHOKKAKU
- Bass：種子田健
- Strings：弦一徹ストリングス

### hold on
- sound produce：The Flixx
- Electric Guitar, Electric Piano, Programming：谷口尚久

### Daydream
- Sound Produce：soundbreakers
- Guitar：石井マサユキ

### 遠影 feat. John Legend
- sound produce：The Flixx
- Electric Guitar, Electric Piano, Strings Arrangement, Programming：谷口尚久
- Piano：John Legend
- Bass：鈴木正人
- Strings：弦一徹ストリングス

### deep inside of you
- Sound Produce：大智
- Guitar：youwhich

### 最期の川
- Sound Produce：CHOKKAKU
- Bass：種子田健
- Percussion：三沢またろう
- Strings:弦一徹ストリングス
- Piano：青柳誠

### ココロとコトバ
- Electric Guitar, Electric Piano, Programming：谷口尚久
- Piano：川口大輔
- Bass：千ヶ崎学